# 斯提博腊斯陨石坑
斯提博腊斯陨石坑(Stiborius)是位于月球正面东南部的一座大撞击坑，约形成于38亿-32亿年前的晚雨海世，其名称取自德国十五世纪数学家、天文学家及神学家安德烈亚斯·施托贝尔(Andreas Stöberl，1465年-1515年)，1935年被国际天文学联合会批准接受。

## 描述
该陨坑东北偏北毗邻皮科洛米尼环形山、东北偏东靠近内安德环形山、勃伦纳环形山位于它的东南、西南偏南则是更小的维勒陨石坑。该陨坑中心月面坐标为34°29′S 31°59′E / 34.49°S 31.99°E，直径43.76公里，深度约3.26公里。
斯提博腊斯陨石坑边缘轮廓清晰，受侵蚀程度轻微。其外观大致呈圆状，但东北侧因向内坍塌而明显外凸，沿东南和北侧内壁分布有阶地状的崖壁。坑壁平均高出周边地形1070米，内部容积约1470.5公里³。坑内地表较为崎岖，坑底中心一座高约1030米的中央峰与一道伸向东北内壁的低矮山脊连接在一起。

## 卫星陨石坑
按惯例，最靠近斯提博腊斯陨石坑的卫星坑将在月图上以字母标注在它的中心点旁边。
| 斯提博腊斯 | 纬度    | 经度    | 直径    |
| ---------- | ------- | ------- | ------- |
| A          | 36.9° S | 35.5° E | 32 公里 |
| B          | 37.3° S | 33.5° E | 9 公里  |
| C          | 33.9° S | 33.3° E | 22 公里 |
| D          | 33.4° S | 35.7° E | 18 公里 |
| E          | 34.8° S | 34.1° E | 15 公里 |
| F          | 35.7° S | 32.4° E | 8 公里  |
| G          | 37.3° S | 35.7° E | 10 公里 |
| J          | 36.1° S | 35.6° E | 10 公里 |
| K          | 35.5° S | 34.6° E | 16 公里 |
| L          | 35.0° S | 33.5° E | 10 公里 |
| M          | 35.5° S | 32.8° E | 7 公里  |
| N          | 36.3° S | 32.9° E | 9 公里  |
| P          | 33.2° S | 34.0° E | 6 公里  |